# جایزه برتر گزینش منتقدان
جایزه برتر گزینش منتقدان مجموعه جوایزی است که سالانه توسط انجمن منتقدان پخش فیلم برگزار می‌شود تا از بهترین فیلم‌ها، مجموعه‌های تلویزیونی و رسانه‌های خانگی خیالی منتشرشده، شامل ابرقهرمانی، ترسناک، علمی–تخیلی، خیال‌پردازی و پویانمایی تقدیر کند. این مراسم برای نخستین بار در سال ۲۰۲۰ برگزار شد، و مراسم افتتاحیه در ۱۰ ژانویه ۲۰۲۱ به‌دلیل دنیاگیری کووید ۱۹ انجام شد.